# المنحة المجملة (أمريكا)
المنحة المجملة بمعنى إعانة حكومية بمبلغ محدد من الحكومة الفيدرالية للولايات المتحدة للولايات والحكومات المحلية لدعم برامج متعددة مثل الأمن والخدمات الاجتماعية والصحة العامة والتنمية المحلية.